# Lenguas Halmahera-Cenderawasih
Las lenguas de Halmahera meridional-Nueva Guinea occidental o Halmahera-Cenderawasih, son una rama de las lenguas austronesias relacionadas con el grupo oceánico, formando parte junto con este de las lenguas malayo-polinesias orientales.
El grupo de lenguas de Halmahera-Cenderawasih está formado por unas 50 lenguas que se localizan a lo largo de la costa de la isla de Halmahera y en la provincia indonesia de Molucas Septentrional, en la provincia de Papúa Occidental y en la Bahía Cenderawasih, en la provincia de Papúa.

## Clasificación
Muchas de estas lenguas se conocen por unas pequeñas listas de palabras. Se dividen en los siguientes grupos:
- Lenguas de Halmahera meridional (habladas a lo largo de la costa suroriental de Halmahera, además de una lengua en el este de la península de Bomberai).
- Lenguas de Nueva Guinea occidental (que incluiría las lenguas de las islas Raja Ampat de Nueva Guinea occidental y las islas y la línea de costa de la bahía de Cenderawasih).

Sin embargo, la unidad filogenética de las lenguas de Halmahera meridional y las lenguas de Raja Ampat está apoyada por cambios fonológicos señalados en Blust (1978) y por Bert Remijsen, el principal investigador de las lenguas de Raja Ampat languages. Esto llevó a la clasificación definitiva en:
- Lenguas del mar de Halmahera: Archipiélago de Raja Ampat y otras islas de Molucas del Norte, entre las costas del sudeste de la isla Halmahera hasta la península de Doberai (Nueva Guinea).
- lenguas de Cenderawasih o lenguas Yapen-Waropen: En las islas Schouten y las costas de la bahía Cenderawasih.

David Kamholz (2014) reclasifica estas lenguas y las sitúa en un número algo mayor de ramas separadas:
- Irarutu–Nabi: Irarutu, Kuri (Nabi)
- Bedoanas–Erokwanas: Arguni, Bedoanas, Erokwanas
- Bajo Mamberamo (clasificadas por otros autores como lenguas papúes)
- Mor
- Tandia
- Waropen

## Comparación léxica
Los numerales en diferentes ramas de las lenguas Halmahera-Cenderawasih son:
| GLOSA | PROTO- HALMAHERA | PROTO- CENDERAWASIH | PROTO- HALMAHERA- CENDERAWASIH |
| ----- | ---------------- | ------------------- | ------------------------------ |
| 1     | *-tem/ *-sa      | *-siri/ (*-tem)     | *-sa/ (*-tem)                  |
| 2     | *-lu(w)          | *-ru                | *ruw                           |
| 3     | *-tol            | *toru               | *tolu                          |
| 4     | *-fat            | *pati               | *pati                          |
| 5     | *-lim            | *rima               | *lima                          |
| 6     | *wonom           | *wonem              | *wonom                         |
| 7     | *-fit            | *pitu               | *pitu                          |
| 8     | *-wal            | *waru               | *walu                          |
| 9     | *-siwa           | *siw                | *siwa                          |
| 10    | *lafesa          | *sampur-            | *sam-pul                       |